# Kronberg im Taunus
Kronberg im Taunus je německé město v zemském okrese Vysoký Taunus, ve spolkové zemi Hesensko. Město bylo pojmenováno podle místního hradu Kronberg. Žije zde přibližně 19 tisíc obyvatel.

## Významní občané
- Julius Neubronner – lékárník, vynálezce, konstruktér a fotograf, který je považován za otce holubí fotografie ze vzduchu.
- Fritz Schilgen – atlet a olympijský funkcionář, poslední člen štafety s olympijským ohněm při slavnostním zahájení Letních olympijských her 1936 v Berlíně